# Borbacha monopardaria
Borbacha monopardaria là một loài bướm đêm trong họ Geometridae.